# Corneliu Chisu
Corneliu Chişu (né le 13 février 1949 à Satu Mare en Roumanie) est un homme politique canadien

## Biographie
Il est élu à la Chambre des communes du Canada lors de l'élection fédérale du 2 mai 2011. Il représentait la circonscription électorale de Pickering—Scarborough-Est en tant que membre du Parti conservateur. Lors des élections générales de 2015, il a été défait par Jennifer O'Connell du Parti libéral du Canada dans la nouvelle circonscription de Pickering—Uxbridge.
Lors de l'élection fédérale du 21 octobre 2019, Chisu retente sa chance dans la même circonscription, cette fois sous l'étiquette du Parti populaire du Canada, nouvellement créé par Maxime Bernier. Défait sous cette étiquette en 2019, il l'est à nouveau en 2021.

## Résultats électoraux
|       | Candidat         | Parti        | # de voix | % des voix |
|       | Corneliu Chisu   | Conservateur | +19 220,  | 40,11 %    |
|       | (x) Dan McTeague | Libéral      | +18 013,  | 37,59 %    |
|       | Andrea Moffat    | NPD          | +08 932,  | 18,64 %    |
|       | Kevin Smith      | Vert         | +01 751,  | 3,65 %     |
| Total | Total            | Total        | 47 916    | 100 %      |